# Folketingsvalget 1943
Folketingsvalget 1943 blev afholdt den 23. marts 1943 og var det eneste valg under besættelsen. Det blev afholdt, fordi den 4-årige valgperiode udløb. Med 89,5 % er dette folketingsvalg det valg med højest valgdeltagelse i danmarkshistorien. Ved dette valg blev der for første gang brugt partibogstaver. Ved valget var Danmarks Kommunistiske Parti forbudt, og Slesvigsk Parti deltog ikke med den officielle begrundelse, at man var for travlt optaget af at kæmpe på Østfronten i Nazi-Tysklands hære.
De valgte folketingsmedlemmer tiltrådte først 3. april 1943.
Valgresultatet viser, at befolkningen massivt støttede samarbejdspolitikken mellem de fem partier (A, B, C, D og E), der bekendte sig til demokratiet, idet de tilsammen fik over 90%. Samarbejdet sikrede en fælles optræden over for den tyske besættelsesmagt.
| Liste | Partier                     | Partileder       | Stemmer                                              | Pct. af stemmetal                                    | Mandater                                             | +/-                                                  |
| ----- | --------------------------- | ---------------- | ---------------------------------------------------- | ---------------------------------------------------- | ---------------------------------------------------- | ---------------------------------------------------- |
| A     | Socialdemokratiet           | Alsing Andersen  | 894.632                                              | 44,5%                                                | 66                                                   | +2                                                   |
| C     | Det Konservative Folkeparti | Ole Bjørn Kraft  | 421.523                                              | 21,0%                                                | 31                                                   | +5                                                   |
| D     | Venstre                     | Knud Kristensen  | 376.850                                              | 18,7%                                                | 28                                                   | -2                                                   |
| B     | Det Radikale Venstre        | Jørgen Jørgensen | 175.179                                              | 8,7%                                                 | 13                                                   | -1                                                   |
| R     | Dansk Samling               | Arne Sørensen    | 43.367                                               | 2,2%                                                 | 3                                                    | +3                                                   |
| N     | DNSAP                       | Frits Clausen    | 43.309                                               | 2,1%                                                 | 3                                                    | -                                                    |
| E     | Danmarks Retsforbund        | Oluf Pedersen    | 31.323                                               | 1,6%                                                 | 2                                                    | -1                                                   |
| F     | Bondepartiet                | Valdemar Thomsen | 24.572                                               | 1,2%                                                 | 2                                                    | -2                                                   |
|       | Udenfor Partierne           |                  | 28                                                   | 0,0%                                                 | 0                                                    | -                                                    |
|       | Valgdeltagelse              | Valgdeltagelse   | 89,5%                                                | 89,5%                                                | 89,5%                                                | 89,5%                                                |
|       | Kilde                       | Kilde            | Hvem Hvad Hvor 1944, Statistisk Aarbog 1950 side 226 | Hvem Hvad Hvor 1944, Statistisk Aarbog 1950 side 226 | Hvem Hvad Hvor 1944, Statistisk Aarbog 1950 side 226 | Hvem Hvad Hvor 1944, Statistisk Aarbog 1950 side 226 |

(+/-) – Forskellen af antal pladser i Folketinget i forhold til fordelingen ved forrige valg.